# Ionopsis
Ionopsis – rodzaj roślin z rodziny storczykowatych (Orchidaceae). Obejmuje 6 gatunków oraz 1 hybrydę występujące w Ameryce Południowej i Środkowej w takich krajach jak: Belize, Boliwia, Brazylia, Kajmany, Kolumbia, Kostaryka, Kuba, Dominikana, Ekwador, Salwador, Gujana, Gujana Francuska, Gwatemala, Galapagos, Gwatemala, Haiti, Honduras, Jamajka, Leeward Islands, Meksyk, Nikaragua, Panama, Paragwaj, Peru, Portoryko, Surinam, Trynidad i Tobago, Wenezuela, Windward Islands, Floryda w Stanach Zjednoczonych.

## Systematyka
Rodzaj sklasyfikowany do podplemienia Oncidiinae w plemieniu Cymbidieae, podrodzina epidendronowe (Epidendroideae), rodzina storczykowate (Orchidaceae), rząd szparagowce (Asparagales) w obrębie roślin jednoliściennych.
Wykaz gatunków
- Ionopsis burchellii Rchb.f.
- Ionopsis minutiflora (Dodson & N.H.Williams) Pupulin
- Ionopsis papillosa Pupulin
- Ionopsis satyrioides (Sw.) Rchb.f.
- Ionopsis utricularioides (Sw.) Lindl.
- Ionopsis zebrina Kraenzl.

Wykaz hybryd
- Ionopsis × atalibae Krahl, D.R.P.Krahl & Pansarin